# Balfour Mount
Balfour M. Mount est un médecin québécois né à Ottawa le 14 avril 1939.
Il a fait ses études de médecine à l’Université Queen's et par la suite, il a poursuivi des études de résidence en urologie oncologique à l’Université McGill et au Memorial Sloan-Kettering Cancer Center à New York.
Le Docteur Balfour Mount a contribué à la naissance et au développement des soins palliatifs au Canada. En 1974, il a fondé la première unité de soins palliatifs intégrée dans un hôpital d’Amérique du Nord, soit l’unité de soins palliatifs de l’Hôpital Royal Victoria.
En 2021, il a publié son autobiographie, Ten Thousand Crossroads: The Path as I Remember It, qui rend compte de sa vie et explore le développement précoce des soins palliatifs.

## Distinctions
- 1979 - Médaille du Jubilé d'argent de la Reine
- 1986 - Membre de l'Ordre du Canada
- 1998 - Officier de l'Ordre national du Québec
- 2000 - Prix du Mérite de l’Association canadienne de soins palliatifs
- 2003 - Officier de l'Ordre du Canada
- 2004 - il a été présenté dans le documentaire Pioneers of Hospice: Changing the Face of Dying
- 2011 - Prix ''Reconnaissance'' de l’Association québécoise de soins palliatifs